# Matanahalli, Sira
Matanahalli là một làng thuộc tehsil Sira, huyện Tumkur, bang Karnataka, Ấn Độ.